# Synedoida petricola
Synedoida petricola là một loài bướm đêm trong họ Erebidae.